# Justin Doellman
Justin Doellman, né le 3 février 1985 à Cincinnati (États-Unis), est un joueur de basket-ball professionnel américano-kosovar. Il mesure 2,08 m et joue au poste d'ailier fort.

## Biographie
Natif de Cincinnati, il est passé par le lycée de Ryle dans le Kentucky avant d'effectuer l'intégralité de son cursus NCAA au sein des Musketeers de l'université Xavier. Sa dernière année universitaire lui vaut une nomination dans la "All-Atlantic 10 First Team".
Lors de la saison 2013-2014, Doellman est nommé meilleur joueur de la Liga lors des 5e, 13e, 28e et 32e journées. Il est aussi MVP du mois de novembre 2013,.
En mars 2014, Doellman est nommé meilleur joueur de la première manche des quarts de finale de l'EuroCoupe. Il obtient une évaluation de 34 dans la victoire de Valence contre l'ALBA Berlin (il marque 33 points à 11 sur 15 à deux points et 2 sur 3 à trois points, et fait 4 interceptions).
En avril 2014, il est nommé meilleur joueur du mois en Liga ACB,. À la fin de la saison, il est nommé dans le meilleur cinq de la Liga avec son coéquipier Romain Sato et les joueurs du Real Madrid Nikola Mirotić, Sergio Rodríguez et Rudy Fernández. Doellman est aussi nommé MVP de la Liga. Il remporte l'EuroCoupe avec Valence et est nommé meilleur joueur des finales.
En juillet 2014, il est recruté par le FC Barcelone.
En juin 2016, Doellman obtient la nationalité kosovare ce qui lui permet de ne plus occuper la place d'un joueur non-européen au Barça (le nombre de places de joueurs non-européens est limité),.
En juin 2017, il n'est pas conservé par le FC Barcelone.
En octobre 2017, Doellman rejoint l'Anadolu Efes, club turc qui participe à l'Euroligue. Le contrat dure un an. Il quitte le club en novembre 2017 et en janvier 2018, il rejoint le KK Budućnost Podgorica où il signe un contrat courant jusqu'à la fin de la saison 2017-2018.
En décembre 2018, Doellman quitte Manresa pour raisons personnelles.

## Statistiques

### Universitaires
Les statistiques en matchs universitaires de Justin Doellman sont les suivantes :
| Année     | Équipe | Matches | Titul. | Min./m. | %tir | %3pts | %l-f | rbds/m. | pass/m. | int/m. | ctr/m. | pts/m. |
| --------- | ------ | ------- | ------ | ------- | ---- | ----- | ---- | ------- | ------- | ------ | ------ | ------ |
| 2003-2004 | Xavier | 37      |        |         | 43,1 | 42,5  | 70,9 | 3,6     | 1,7     | 0,8    | 0,5    | 7,3    |
| 2004-2005 | Xavier | 29      |        |         | 39,6 | 35,9  | 77,6 | 6,0     | 2,8     | 1,0    | 1,0    | 10,9   |
| 2005-2006 | Xavier | 32      |        |         | 40,9 | 35,8  | 77,1 | 6,7     | 2,5     | 1,6    | 1,6    | 11,0   |
| 2006-2007 | Xavier | 34      |        |         | 49,5 | 36,2  | 79,2 | 5,5     | 1,7     | 0,9    | 1,1    | 13,7   |
| Total     |        | 24      |        |         | 43,7 | 37,4  | 76,9 | 5,4     | 2,1     | 1,1    | 1,1    | 10,6   |

## Profil de jeu
Cet intérieur de grande taille possède le jeu typique du poste 4, très présent aux rebonds, il est également capable de s'écarter du panier pour tirer à trois points.

## Palmarès
- Vainqueur de la Semaine des As en 2008
- Finaliste de la Coupe de France en 2008
- Vainqueur de la Coupe de France en 2010
- Supercoupe d'Espagne en 2015